# Batina (geslacht)
Batina is een geslacht van vlinders van de familie spinneruilen (Erebidae), uit de onderfamilie Calpinae.

## Soorten
- B. marginalis Walker, 1865